# Zagmouzen
Zagmouzen  (in arabo زكموزن‎?) è un centro abitato e comune rurale del Marocco situato nella provincia di Taroudant, regione di Souss-Massa. Conta una popolazione di 8 221 abitanti (censimento 2014).